# St.-Antonius-von-Simbor-Fort

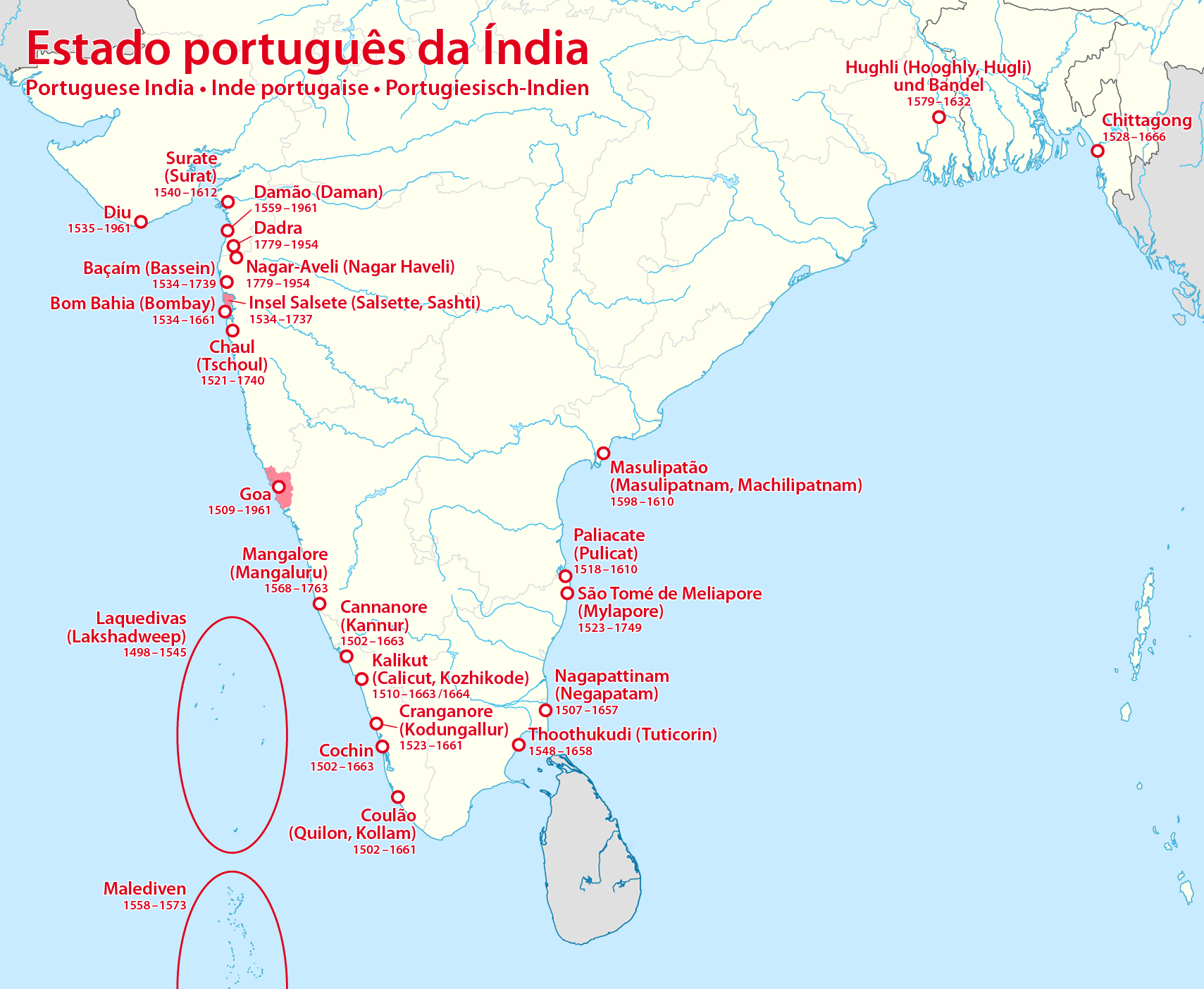
Karte der ehemaligen portugiesischen Besitzungen in Indien

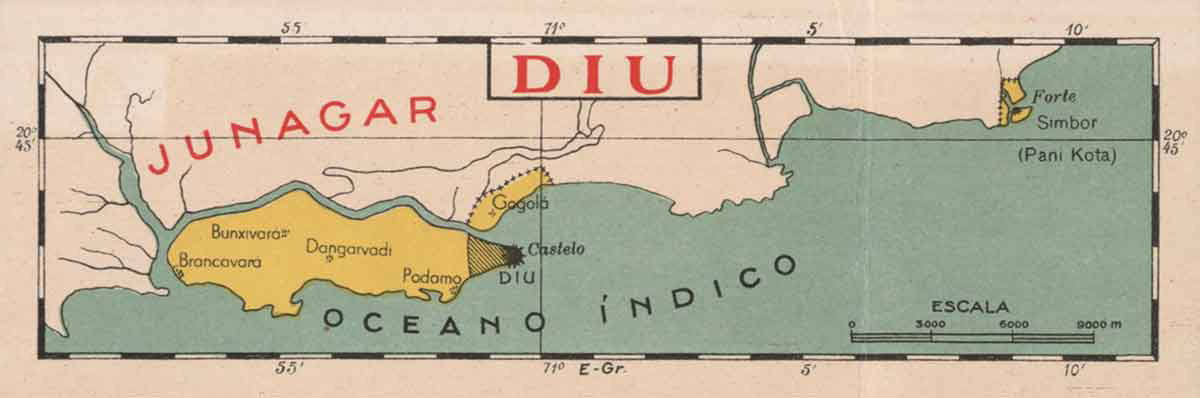
Karte der Südküste Gujarats mit der Insel Diu und dem St.-Antonius-von-Simbor-Fort

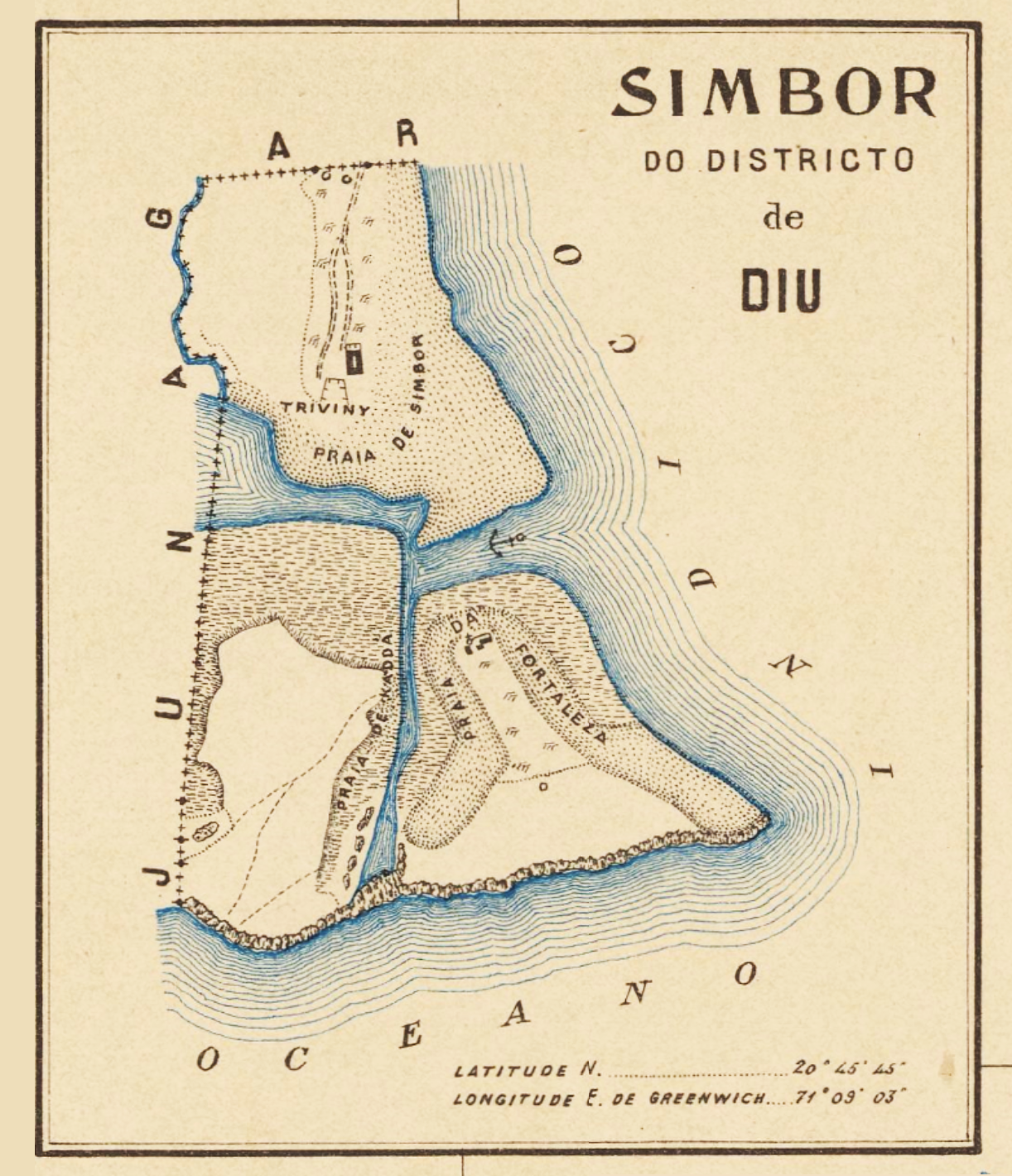
Karte von Simbor (1911)

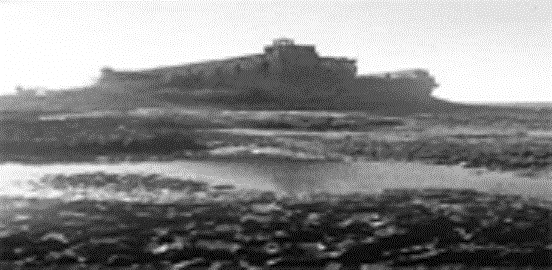
St.-Antonius-von-Simbor-Fort (um 1920)

Das St.-Antonius-von-Simbor-Fort ist die Ruine einer Festung (fort) der Portugiesen an der Südküste der Halbinsel Kathiawar/Saurashtra des indischen Bundesstaates Gujarat. Es gehörte bis zum Jahr 1961 zu den portugiesischen Besitzungen von Dadra und Nagar Haveli und Daman und Diu.

## Lage
Das St.-Antonius-von-Simbor-Fort liegt an der Nordspitze der kleinen Insel Panikota gegenüber der Flussmündung des Sahil in der ca. 25 km östlich von Diu liegenden und aus drei kleinen Inseln und zwei Festlandspitzen bestehenden ehemaligen Exklave von Simbor.

## Geschichte
Nach der Entdeckung des Seewegs nach Indien durch Vasco da Gama (1498) und der Aufnahme von Handelsbeziehungen zu den lokalen Machthabern begannen die Portugiesen mit der Errichtung dauerhafter Stützpunkte zu Handelszwecken, aber auch zur besseren Versorgung ihrer Schiffe mit Trinkwasser, Lebensmitteln und Reparaturmöglichkeiten. Die Insel Diu und das Territorium von Simbor konnten erst im Jahr 1535 unter Kontrolle gebracht werden. Das Fort wurde – als eines der letzten Bauprojekte der Portugiesen in Indien – erst im Jahr 1722 zur Abwehr von Piraten erbaut, die in der Nähe einen Stützpunkt errichtet hatten. Mehrere Piratenschiffe waren zuvor in Brand gesetzt worden. Man baute eine Zisterne und installierte eine Besatzung von 30 Mann. Da sich der kleine Stützpunkt nicht selbst versorgen konnte, mussten der Gouverneur von Diu bzw. der König von Portugal den Stützpunkt finanzieren. Man plante bereits das Fort abzureißen, doch wurde die Realisierung des Vorhabens zweimal verschoben.
Im Jahr 1780 wurde das Fort von feindlichen Milizen angegriffen, wobei mehrere Tote zu beklagen waren. Um die Mitte des 19. Jahrhunderts wurde der Besitz als Ergebnis von Verhandlungen mit dem Gouverneur von Gujarat auf das Fort selbst und zwei kleine Flecken an Land verkleinert. Im Jahr 1889 wurden erneut Stimmen laut, das Fort aufzugeben, doch auch dieses Mal blieb alles beim Alten. Im Jahr 1954 hissten Nationalisten die indische Fahne auf dem Fort, zogen jedoch wieder ab. Sieben Jahre später war das St.-Antonius-von-Simbor-Fort der letzte Stützpunkt der Portugiesen bei ihrem Abzug aus Indien.

## Architektur
Das Fort selbst war rechteckig angelegt und hatte eine Grundfläche von ca. 420 m². Hinzu kam knapp dieselbe Fläche für die Zisterne und kleinere Versorgungsbauten. Zur Abwehr von neugierigen in- und ausländischen Touristen, die allmählich die Anlage gänzlich zu zerstören drohten, wurde im Jahr 2015 eine neue Umfassungsmauer gebaut.